# Косой капонир

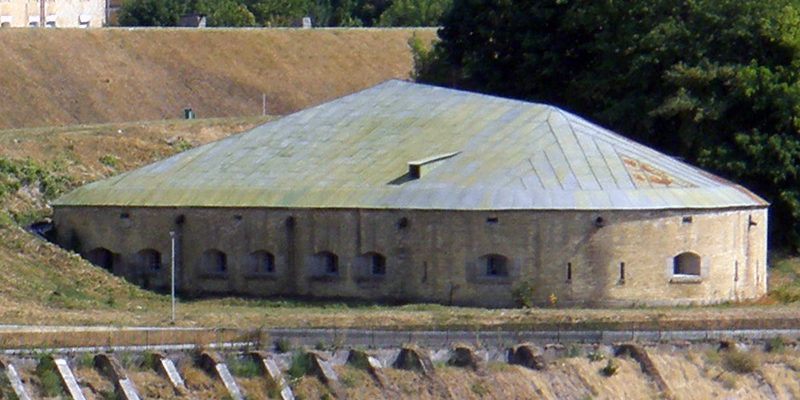
Косой капонир

Косо́й капони́р (укр. Косий капонір, также «Киевский Шлиссельбург») — укрепление, форт (капонир) в составе Новой Печерской крепости в Киеве, сооружённое в 1844 году. В царское время с 1860-х гг. использовалось как политическая тюрьма для несогласных с особо строгим режимом (начиная с подавления польского восстания). В начале XX века в ней содержались участники массовой политической забастовки в Киеве 1903 года, а затем участники революции 1905—1907 годов. В Первую мировую войну туда стали отправлять отказников и уклонистов от военной службы. К узникам применялись пытки и истязания. После февральской революции, последовательно использовалась Временным правительством, поляками, большевиками, властями УНР, Центральной радой, Гетманским правительством, Директорией, красными, белыми, снова красными, поляками, а затем снова большевиками для содержания различных противников режима (с начала 1917 по середину 1920 года власть в Киеве менялась 15 раз), часто без предъявления каких-либо обвинений, в статусе военнопленных или интернированных (сторожами и конвоирами в тюрьме в тот период были пленные австрийцы).
С 1930 года — музей.

## Описание
Составная часть госпитального укрепления Киевской крепости — Косой капонир — построен в 1844 году как оборонительное сооружение Госпитального укрепления в системе Новой Печерской крепости. Косой капонир сооружен для ведения флангового огня под углом к земляному валу крепости, отсюда и название «Косой». Представляет собой полуподземное сооружение с толстыми стенами из кирпича и камня с орудийными амбразурами и ружейными бойницами. Наземная часть Косого капонира выходит на склоны Черепановой горы.

## Использование

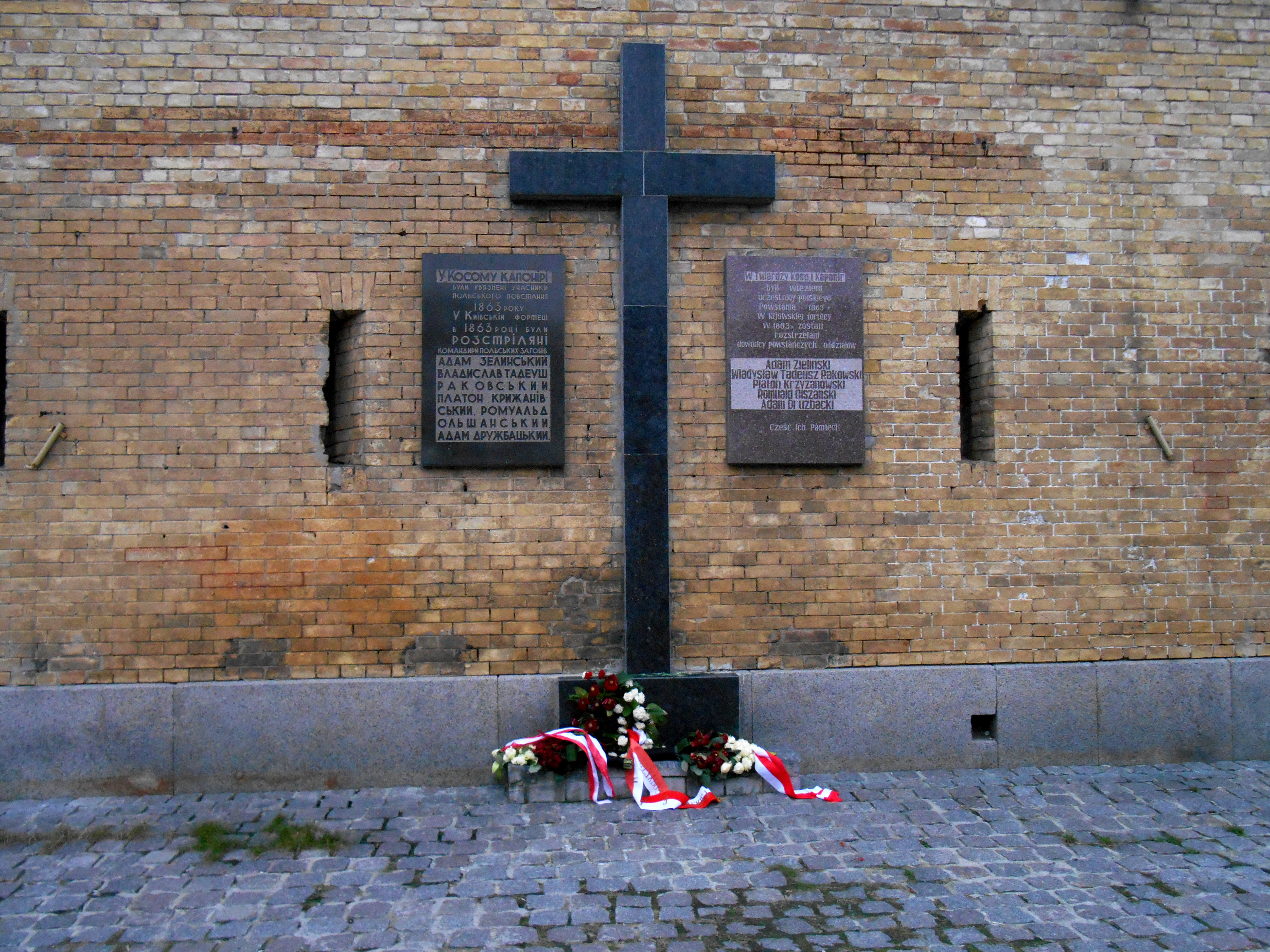
У крепостных стен совершались расстрелы узников

В начале 1860-х годов капонир был превращён в политическую тюрьму. За жестокий режим Косой капонир называли «Киевским Шлиссельбургом». Первыми его узниками были участники Польского восстания (1863—1864). У крепостной стены были расстреляны командиры польских повстанческих отрядов. Среди заключённых были участники восстания Селенгинского полка 1905 года и Сапёрного батальона 1907 года — руководитель восстания сапёров Борис Жадановский и др. Наиболее активные участники выступлений были расстреляны в Косом капонире в 1907 году. Позднее в нём содержался убийца председателя Совета министров Петра Столыпина Дмитрий Богров.

## Современное состояние
В настоящее время в Косом капонире функционирует музей «История использования сооружений Киевской крепости». В экспозиции представлены данные о известных заключённых, карета смертников, в которой отправляли на казнь, описаны условия заключённых.